# Арзуманян, Георгий Сергеевич
Гео́ргий Серге́евич Арзуманя́н (арм. Գեորգի Սերգեյի Արզումանյան; род. 16 августа 1981, Тбилиси) — армянский шахматист, гроссмейстер (2009). Окончил Национальную Юридическую академию им. Ярослава Мудрого в Харькове (Украина).
Участник чемпионата мира среди юношей (Германия, 1992 г.), победитель 1-го этапа 4-го кубка России (Тула, 2002 г.), победитель международного турнира «Фемида-2005» (Харьков, 2005 г.) призёр и участник международных турниров.
В составе различных команд многократный участник командных чемпионатов Украины: «Днепр», г. Днепропетровск (1999); «Ладья», г. Павлоград, (2000—2001); команда Национального юридического университета имени Ярослава Мудрого, г. Харьков (2002—2008, 2012). Завоевал 5 медалей в команде: 3 золотые (2004, 2005, 2012) и 2 серебряные (2006, 2008), а также 3 медали в индивидуальном зачёте: золотую (1999, играл на 5-й доске), серебряную (2004, играл на 6-й доске) и бронзовую (2001, играл на 4-й доске).

## Изменения рейтинга
| Графики недоступны из-за технических проблем. См. информацию на Фабрикаторе и на mediawiki.org. |